# 요요기우에하라역
요요기우에하라역(일본어: 代々木上原駅 よよぎうえはらえき[*])은 일본 도쿄도 시부야구에 있는 오다큐 전철과 도쿄 지하철의 역이다.

## 개요
오다큐  오다와라선과 도쿄 메트로 지요다선이 지나는 역이다. 지요다선은 이 역이 종점이나 일부 열차가 당역을 통해서 오다와라선과 상호 직통 운전을 한다. 그러므로 당역은 공동사용역이며, 오다큐가 역을 관할한다. 역 번호가 부여되어 있으며 오다와라선은 OH 05, 지요다선은 C 01이다.
오다큐 전철의 역장 소재역으로, "신주쿠구 요요기우에하라 관내"로 미나미신주쿠역 ~ 당역 간을 관리하고 있으며 도쿄 메트로의 역으로서는 오모테산도, 역무 관구 메이지진구마에 지역의 피관리 역이다.

## 역사
- 1927년 4월 1일: 요요하타우에하라역으로 영업 개시.
- 1941년 10월 15일: 요요기우에하라역으로 역명 변경.
- 1945년
  - 6월 1일: 영업 정지.
  - 12월 1일: 영업 재개.
- 1977년 10월 18일: 신역사 준공.
- 1978년
  - 3월 31일: 지요다선 영업 개시, 오다와라선과 직결 운행 시작.
  - 8월 1일: 에이단이 지진 경보 장치 설치[1].
- 1987년 4월 1일: 일본 철도 민영화에 따른 직통 운전 업체의 조반선이 JR 동일본의 노선이 됨.
- 1993년 3월 17일: 상업 시설 "아콜데 요요기우에하라" 오픈.
- 2004년 4월 1일: 에이단 지하철 민영화. 지요다선의 역은 도쿄 메트로에 계승됨.
- 2007년 2월 1일: 오다큐 전철 정기권 매장 영업 종료.
- 2008년 3월 15일: 오다와라선의 특급 정차역에 추가됨과 동시에 통근 특급도 정차역이 됨.
- 2010년 2월: 오다큐의 승강장에 설치된 행선 안내기가 풀 컬러 LED식으로 갱신됨.
- 2011년 6월 23일: 상업 시설 "아콜데 요요기우에하라"가 리뉴얼 오픈[2].
- 2013년 3월 1일: 오다큐가 개찰구에 이상 운행 정보 디스플레이 도입.
- 2016년
  - 일자 불명: 오다큐가 개찰구에 열차 출발안내장치를 신설함.
  - 7월 4일: 방송 장치 갱신으로 지요다선 열차에서도 오다큐 방식의 상세 방송이 나오게 됨.
- 2017년 1월: 도쿄 메트로가 3번 승강장에 신형 행선 안내기 도입.

## 역 구조
섬식 승강장 2면 4선의 고가역이다. 지요다선은 중간선을 사용하고 오다와라선의 직통에 대응하고 있다.
전술한 대로 역 관리는 오다큐가 갖고 있어 역명판은 전체가 오다큐 사양이 적용되었지만, 지요다 선 열차가 발착하는 2,3번 승강장에는 띠 색깔이 지요다선 라인 컬러인 녹색이다. 또, 3번 승강장만 도쿄 메트로 사양의 발차표와 차장이 취급하는 발차 벨의 단추가 설치되어 있다.
히가시키타자와 방향에 지요다선 회송을 위한 입환선이 2개 있다. 지요다선에 노선이 직결되는 동일본여객철도(JR 동일본)의 209계는 오다큐 전철 오다와라선에 입선할 수 없기 때문에 이 입환선을 사용하고 반드시 당역에서 회차한다. 과거 특급 로망스카 아사기리호에 JR 도카이 371계 전철이 운영되었던 때는 사철 역이면서 JR 동일본의 차량과 JR 도카이의 차량이 승강장을 끼고 나란히 달린다. 또한. 인상선과 본선의 차이가 있지만 어긋나면서 대면하는 장면도 보였다.
또한, 오다와라선은 당역에서 노보리토역까지는 복복선으로 되어 있어 히가시키타자와까지 전기 도선을 포함하고 6개의 선로가 평행하고 있었지만, 당역 ~ 우메가오카역 구간의 지하화 복복선화 공사로 인하여 급행선 사용을 중지하고 잠정적으로 완행선에서만 운전하고 있었는데, 2013년 3월 23일 지하화 이후에는 급행선에서만 운행되고 있었다.

### 승강장
| 번호 | 노선       | 방향 | 행선                                                                 | 비고                                     |
| ---- | ---------- | ---- | -------------------------------------------------------------------- | ---------------------------------------- |
| 1    | 오다와라선 | 하행 | 오다와라 · 하코네유모토 · 가타세에노시마 · 가라키다 방면             | 신주쿠 방면에서의 열차                   |
| 2    | 오다와라선 | 하행 | 오다와라 · 하코네유모토 · 가타세에노시마 · 가라키다 방면             | 지요다선 방면에서의 열차 지요다선의 회송 |
| 3    | 지요다선   | -    | 오모테산도 · 가스미가세키 · 오테마치 · 아야세 · 아비코 · 도리데 방면 | 아야세역에서 조반 완행선으로의 직통      |
| 4    | 오다와라선 | 상행 | 신주쿠 방면                                                          |                                          |

- 지요다선 내 회송 열차는 2번 승강장에서 승객을 하차하게 한 뒤 입환선으로 꺾어서 다시 3번 승강장의 아야세 방면 열차로서 입선하다. 3번 승강장의 승차 위치 안내에는 시발 선발용(남색)과 첫차 다음 열차 출발용(녹색), 오다큐의 직통용(청색)이 있다.
- 지요다선은 당역 회송 열차가 설정된 것에 대하여 오다와라선의 당역에 서는 열차는 설정되지 않았다. 2016년 3월 25일까지 평일에만 다마급행과 접속의 관계에서 당역 시발은 2개만 설정되었고(평일 상행 18 ~ 19시대의 급행) 이듬해인 26일 이후에는 주말 상행도 설정되었다[4].
- 승강장 폭은 하행 승강장보다 상행 승강장 쪽이 수 미터 넓다.
- 입환선에서는, 지요다선 차량 2개의 야간 유치가 있다.

## 역 주변
고가시타에 있는 acorde(아 콜데) 요요기우에하라는 내진 보강을 위한 리뉴얼 공사를 실시하였다. 2009년 2월 26일 분쿄도 서점과 세인트 마르크 카페, 나카우 등의 일부 점포가 생기고 개찰구 측은 2011년 6월 23일에 리뉴얼 오픈하였다.
- 시부야구청 우에하라 출장소
- 일본음악저작권협회 본부
- 우에하라 역전 상점가
- 우에하라 긴자 상점가
- 우에하라나카도리 상가

## 사진

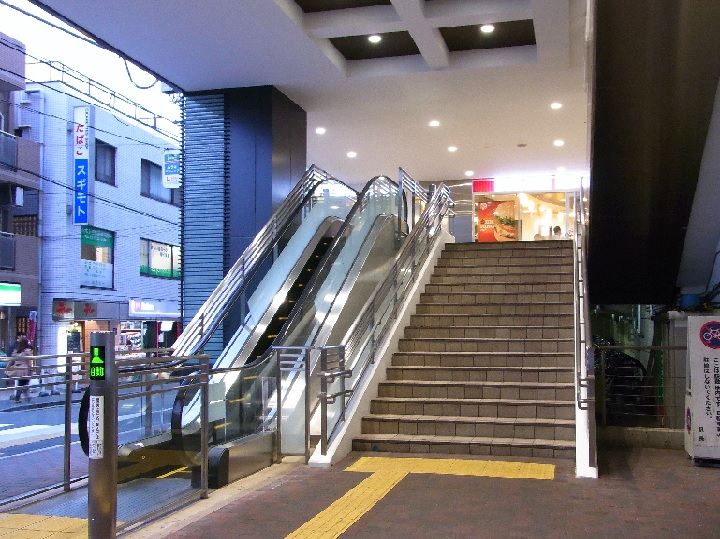
북쪽 출입구
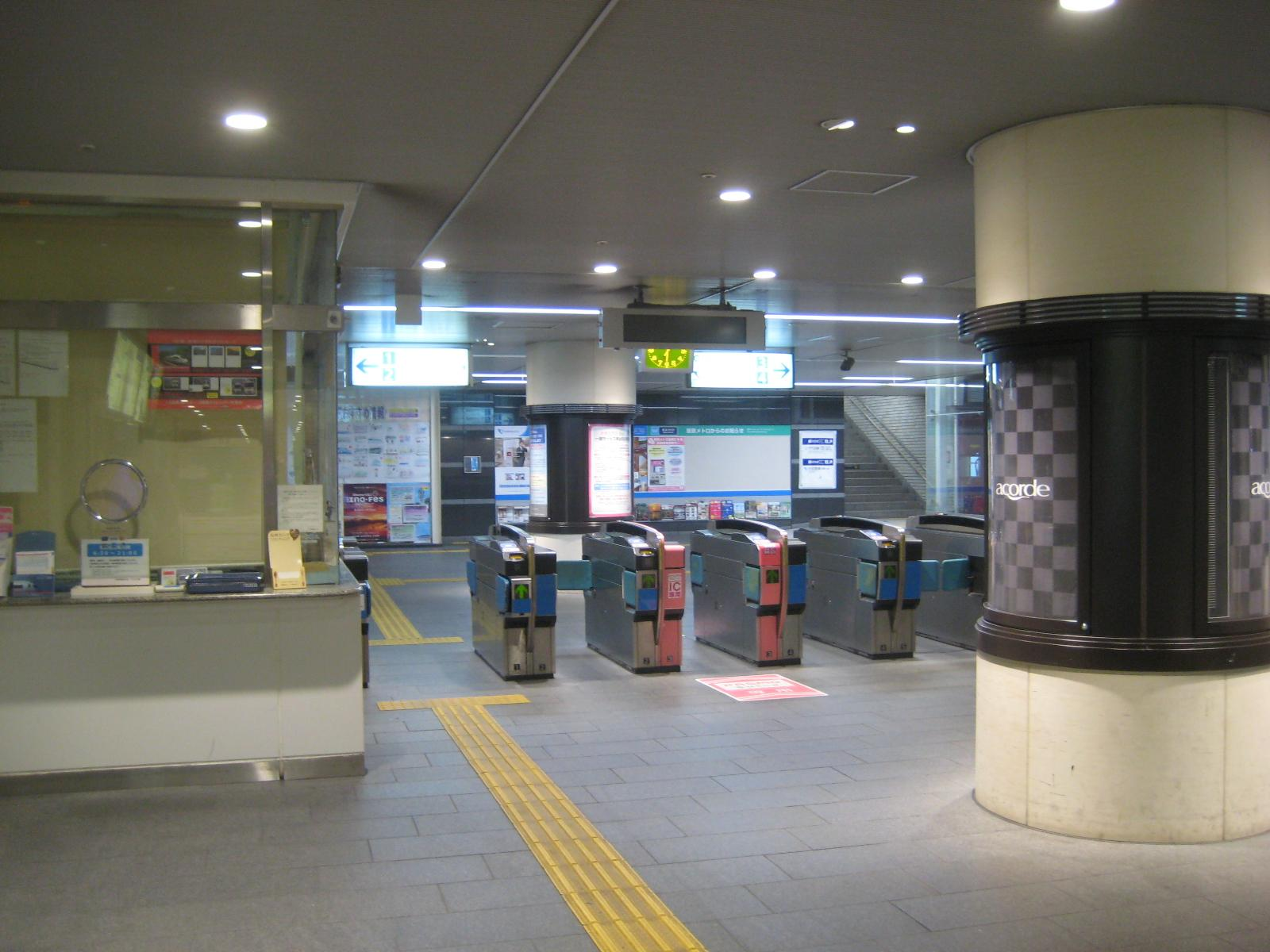
개찰구
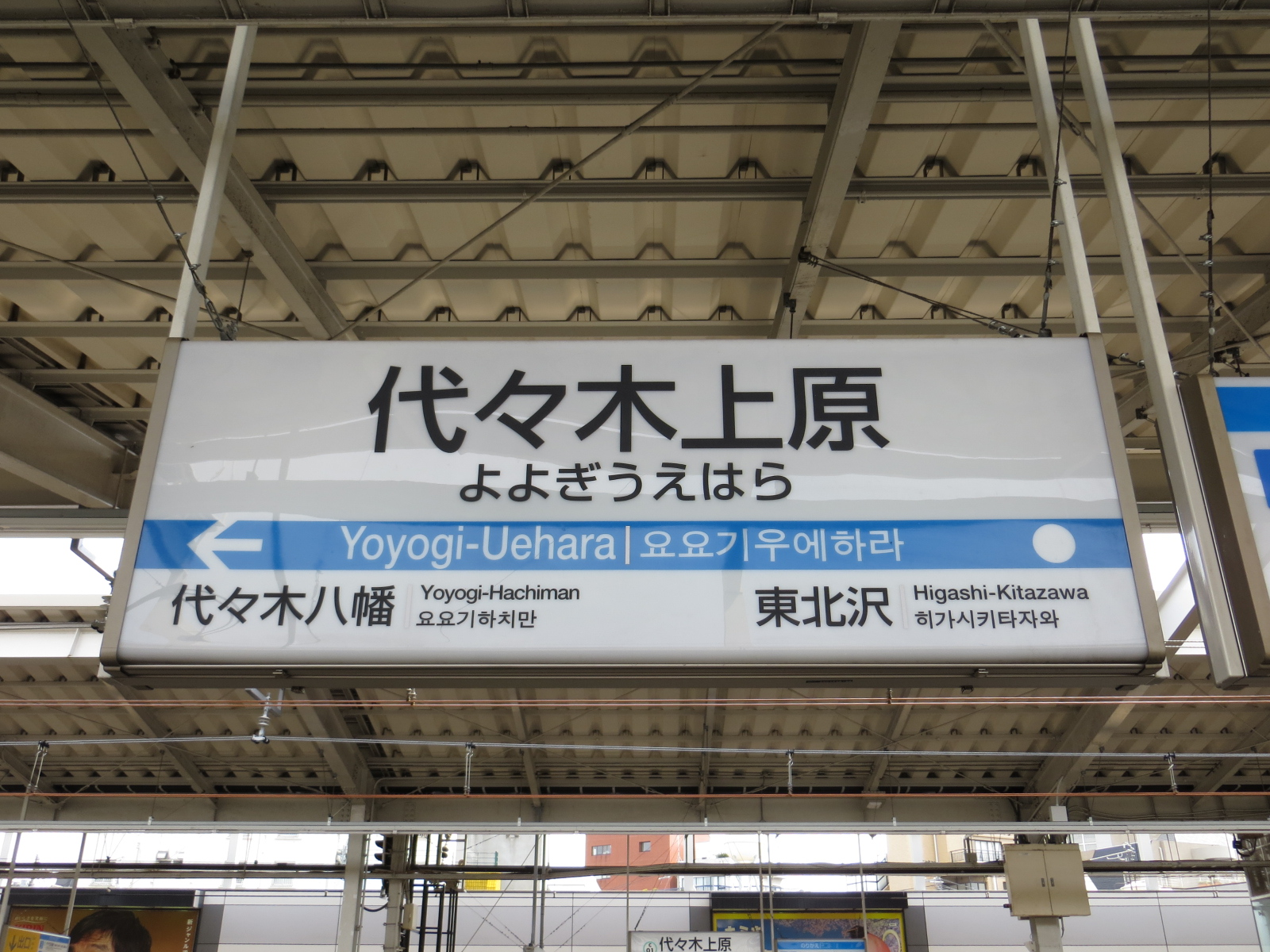
오다와라선 역명판
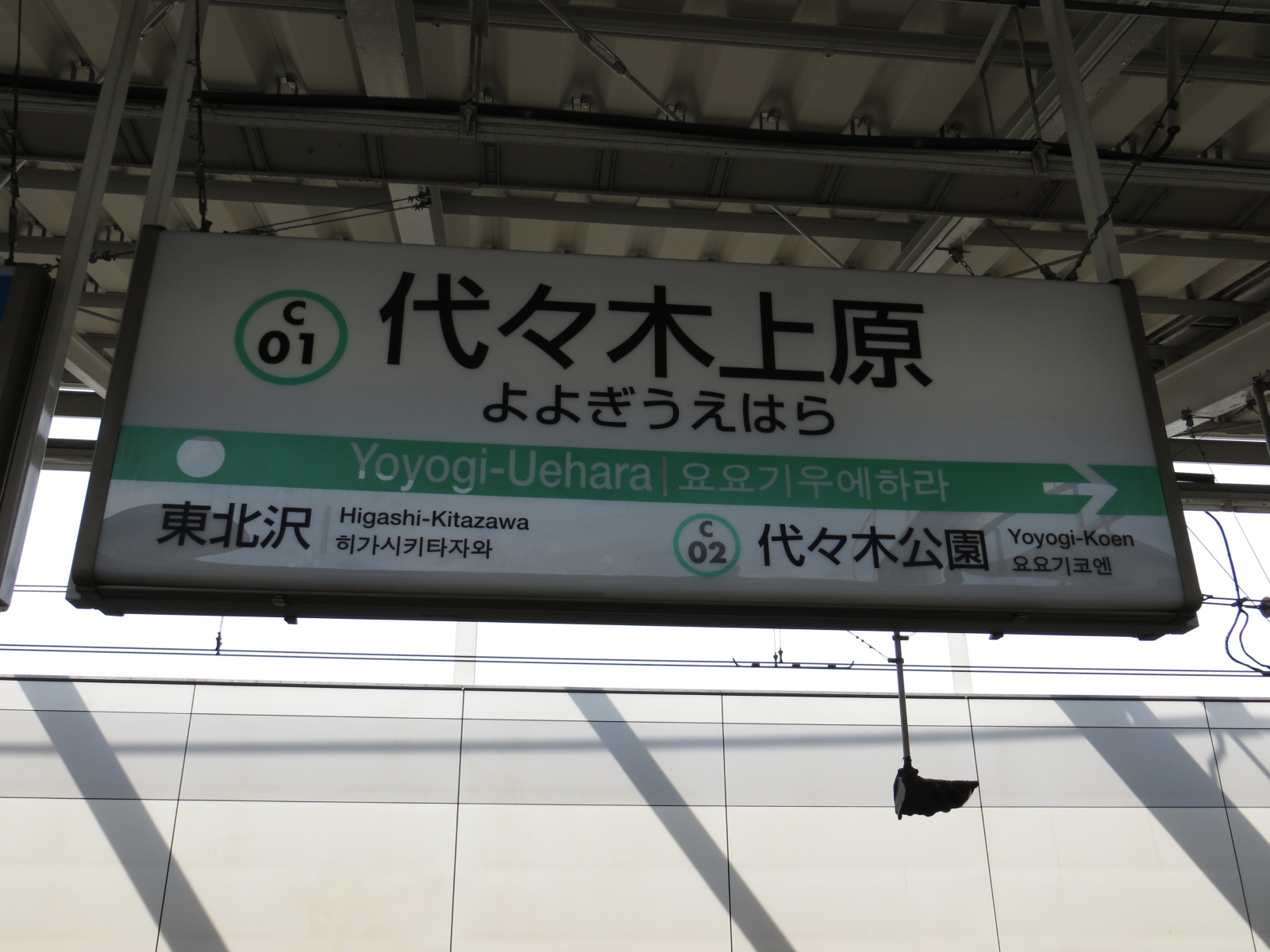
지요다선 역명판

## 인접역
| 오다큐 오다와라선 · 도쿄 메트로 지요다선 | 오다큐 오다와라선 · 도쿄 메트로 지요다선 | 오다큐 오다와라선 · 도쿄 메트로 지요다선 |
| ---------------------------------------- | ---------------------------------------- | ---------------------------------------- |
| OH 01 신주쿠 신주쿠 방면                 | ■ 쾌속급행 ■ 급행                        | 시모키타자와 OH 07 오다와라 방면         |
| OH 01 신주쿠 신주쿠 방면                 | □ 통근급행                               | 시모키타자와 OH 07 (하행 열차 없음)      |
| C 02 요요기코엔 아야세 방면              | □ 통근준급                               | 시모키타자와 OH 07 (하행 열차 없음)      |
| C 02 요요기코엔 아야세 방면              | ■ 급행 ■ 준급 ■ 각역정차                 | 시모키타자와 OH 07 오다와라 방면         |
| OH 04 요요기하치만 신주쿠 방면           | ■ 각역정차                               | 히가시키타자와 OH 06 오다와라 방면       |